# Rives-du-Couesnon
Rives-du-Couesnon é uma comuna francesa na região administrativa da Bretanha, no departamento de Ille-et-Vilaine. Estende-se por uma área de 48.36 km². Em 2010 a comuna tinha 2 923 habitantes (densidade: 60,4 hab./km²).
Foi criada em 1 de janeiro de 2019, após a fusão das antigas comunas de Saint-Jean-sur-Couesnon (sede da comuna), Saint-Georges-de-Chesné, Saint-Marc-sur-Couesnon e Vendel.